# Dionisio Nencioni di Bartolomeo
Dionisio Nencioni di Bartolomeo (Firenze, 1559 – Napoli, 1638) è stato un architetto italiano, attivo prevalentemente a Napoli.

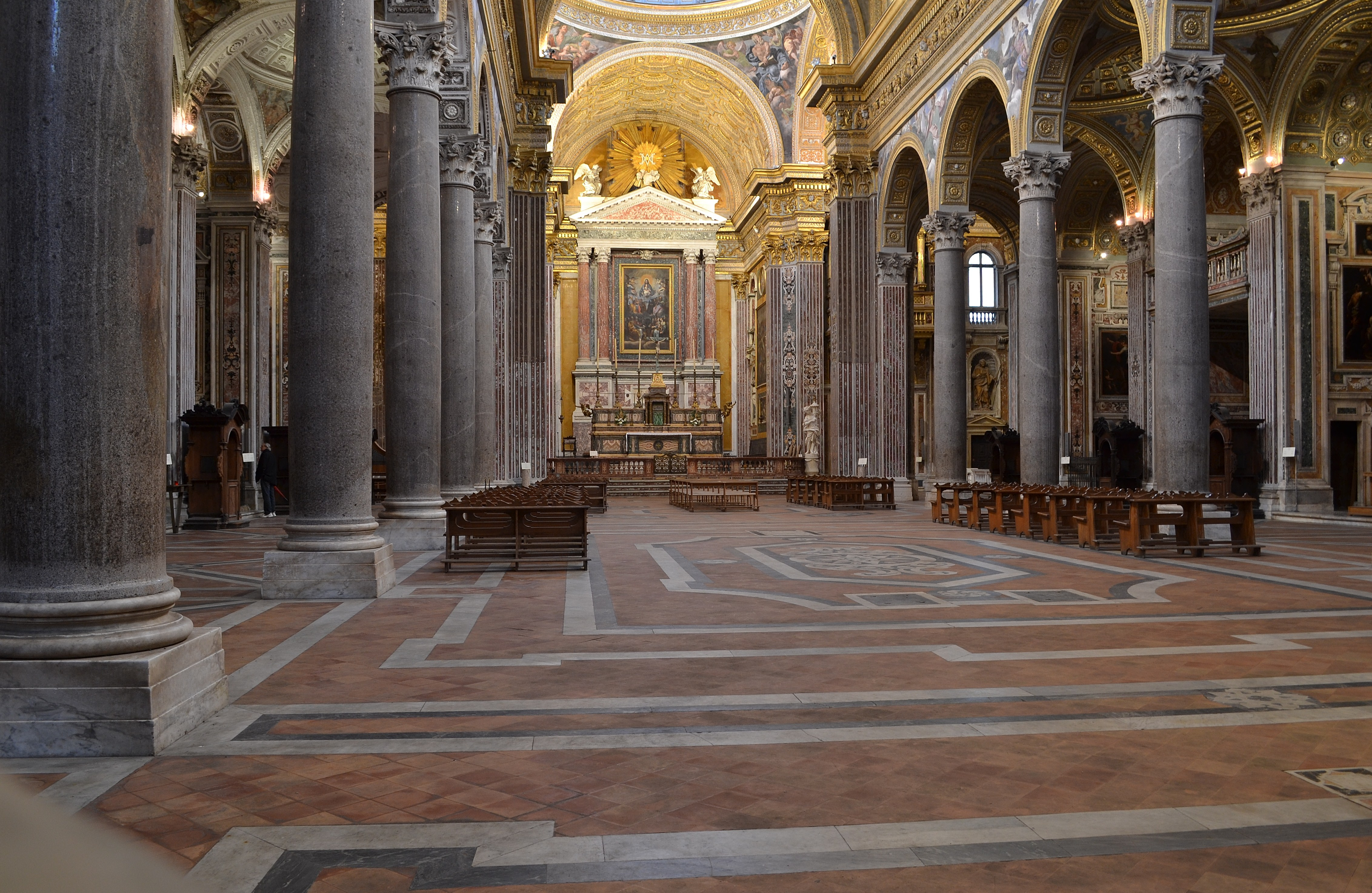
Chiesa dei Girolamini, interno

Nel 1584 si trasferì a Napoli. Qui, il suo nome è legato alla chiesa dei Girolamini, nel cui cantiere rimase dal 1587 fino alla sua morte, collaborando con Giovanni Antonio Dosio.
Nel 1607 partecipò al concorso per la reale cappella del Tesoro di san Gennaro insieme ad importanti architetti e ingegneri che lavoravano a Napoli in quel periodo, ma il suo progetto non venne preferito. I partecipanti erano: Francesco Grimaldi, Giovan Battista Cavagna, Giulio Cesare Fontana, Michelangelo Naccherino, Giovan Giacomo Di Conforto, Giovanni Cola di Franco e Ceccardo Bernucci.
Nel 1612 lavorò nel complesso di Gesù e Maria, dal 1604 al 1632 prese parte al cantiere della chiesa di San Giuseppe dei Ruffi e nel 1631 eseguì alcune perizie per i lavori effettuati nella certosa di San Martino.
Passò gli ultimi anni della sua vita nel terminare lavori nella chiesa dei Gerolamini, tanto che nel 1637 decise di entrare nell'ordine e l'anno seguente morì. La chiesa verrà terminata solo un anno dalla morte dell'architetto.